# Séry-lès-Mézières
Séry-lès-Mézières ist eine französische Gemeinde mit 602 Einwohnern (Stand: 1. Januar 2022) im Département Aisne in der Region Hauts-de-France. Sie gehört zum Arrondissement Saint-Quentin, zum Kanton Ribemont und zum Gemeindeverband Val de l’Oise.

## Geografie
Die Gemeinde Séry-lès-Mézières liegt an der Oise, 13 Kilometer südöstlich von Saint-Quentin. Nachbargemeinden von Séry-lès-Mézières sind Châtillon-sur-Oise im Norden, Ribemont im Osten, Surfontaine im Südosten, Renansart im Süden, Brissy-Hamégicourt im Südwesten, Alaincourt und Berthenicourt im Westen sowie Mézières-sur-Oise im Nordwesten. Im Osten der Gemeinde steht ein Windpark mit vier Windkraftanlagen. Die östliche Gemeindegrenze von Séry-Lès-Mézières verläuft entlang einer alten Römerstraße.

## Bevölkerungsentwicklung
| Jahr                       | 1962 | 1968 | 1975 | 1982 | 1990 | 1999 | 2006 | 2015 | 2022 |
| Einwohner                  | 766  | 748  | 708  | 650  | 644  | 627  | 651  | 598  | 602  |
| Quellen: Cassini und INSEE |      |      |      |      |      |      |      |      |      |

## Sehenswürdigkeiten
- Kirche Saint-Martin

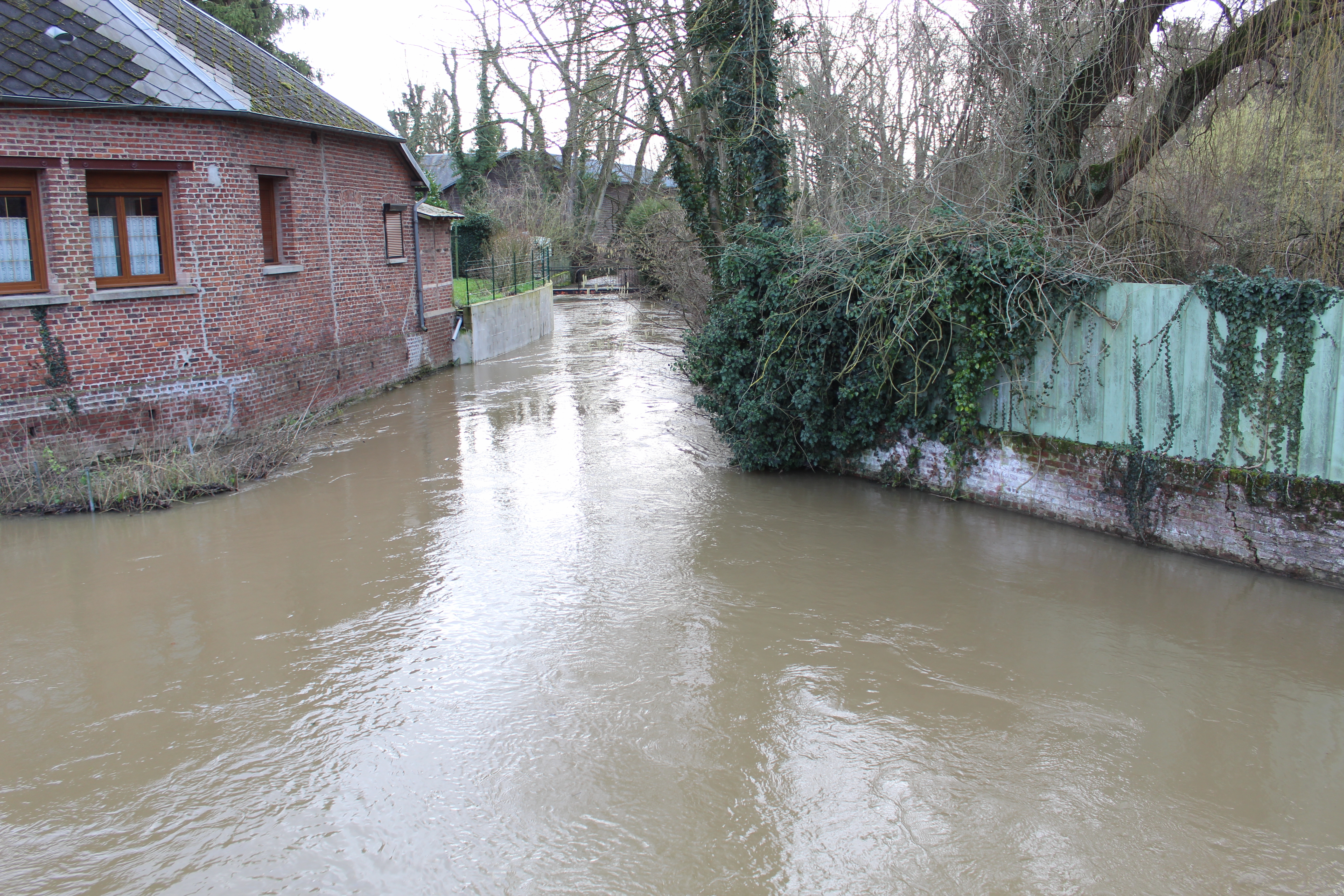
Ein Arm der Oise in Séry-lès-Mézières
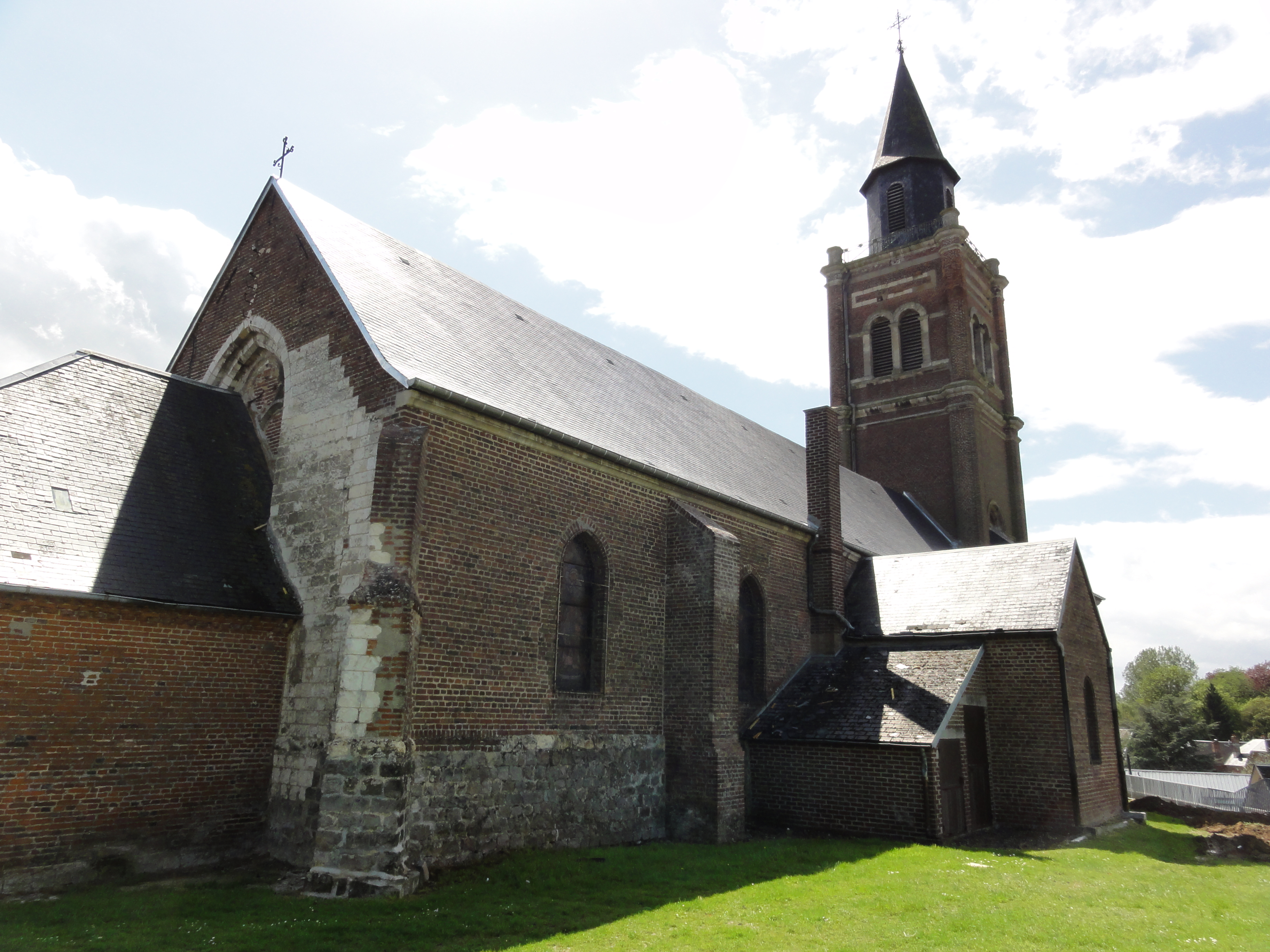
Kirche Saint-Martin
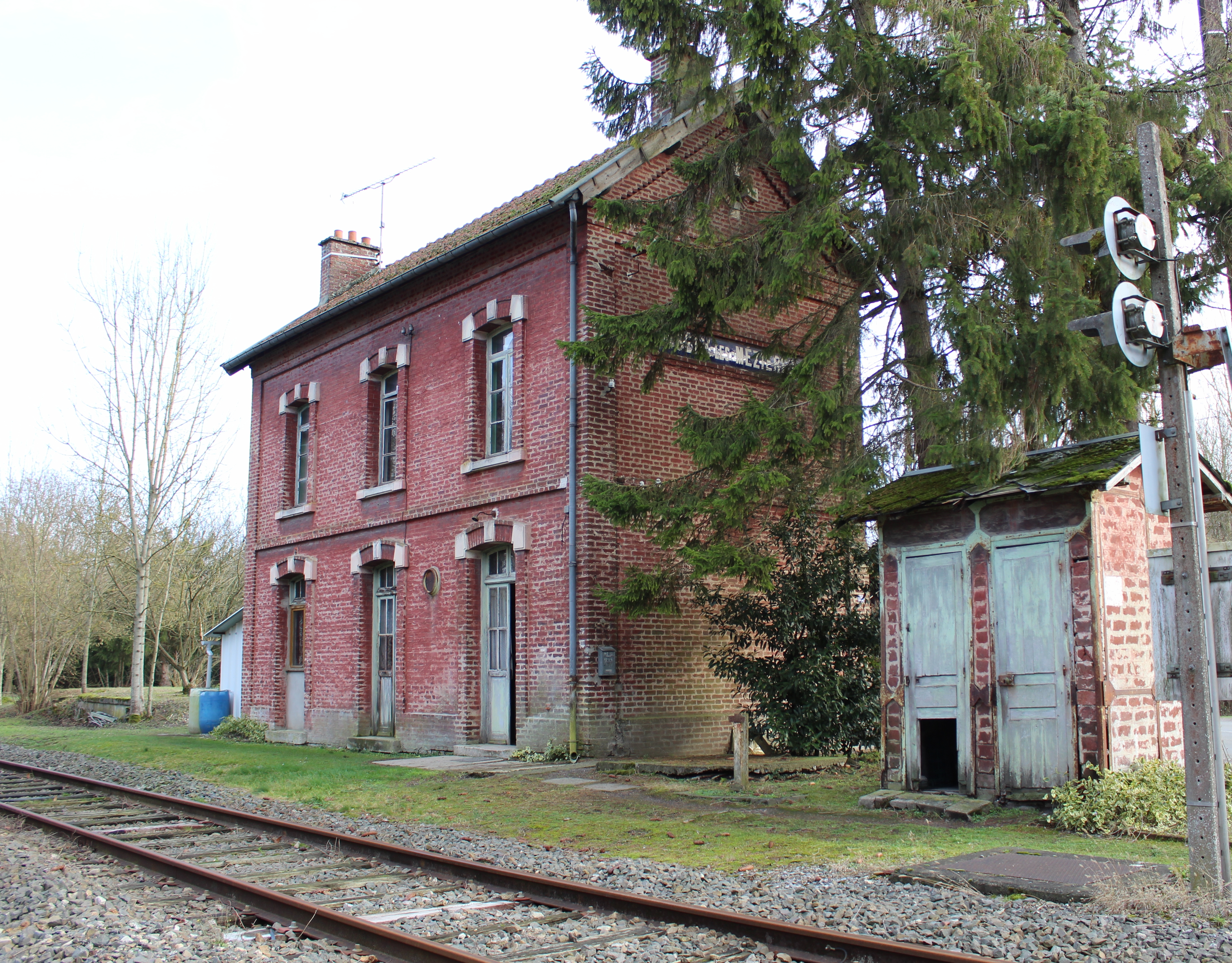
Ehemaliger Bahnhof